# Sebastián Pardo
Sebastián Eduardo Pardo Campos (Quillota, Chile, 1 de enero de 1982) es un exjugador de fútbol chileno que jugaba en la posición de volante creativo.
Destacó, principalmente, en sus pasos por el Club Universidad de Chile y por el Feyenoord de Róterdam en los Países Bajos.

## Trayectoria
Sebastián Pardo nació el 1 de enero de 1982 en la comuna de Quillota. En julio del 2002 fue cedido a préstamo por un año al campeón de la Copa UEFA de ese año, el Feyenoord de Holanda, por un monto de 180 mil dólares con opción de compra a fin de temporada. Su primer partido en el club neerlandés fue el 11 de septiembre de 2002, marcando su primer gol. Luego anota su segundo gol, esta vez por la Liga de Campeones de Europa, el 24 de septiembre de 2002 en la victoria 1-0 del Feyenoord sobre el Newcastle en Inglaterra. A final de temporada, Feyenoord compra la totalidad de su pase a Universidad de Chile, en casi un millón de Euros. Pardo en el Feyenoord jugó una gran cantidad de años, jugando un total de 70 partidos y marcando 10 goles.
A mediados del 2007 ficha en el Excelsior Rotterdam. Tras perder la categoría en la temporada 2007-2008 (último en la clasificación), en julio del 2008 ficha en la Universidad de Chile, dejando así la gran cifra de haber jugado 86 partidos y haber marcado 11 goles en el fútbol neerlandés.

### Retiro del fútbol.
El volante, anunció su retiro del fútbol en junio de 2009, a los 27 años, mientras pertenecía a las filas del Club Universidad de Chile. Según él mismo señaló, tomó esta decisión a raíz de una complicada situación familiar y por sentirse desencantado de la profesión.
Tras mantenerse un periodo inactivo, en el año 2011 recaló en el club Unión Temuco; después de esto tuvo otro periodo inactivo hasta recalar en 2013 en el club Coquimbo Unido, donde realizó su retiro definitivo del fútbol. En la actualidad juega por Juventus FC en liga Laf con excompañeros de profesión

## Selección nacional
Absoluta
Ha sido internacional con la selección de fútbol de Chile logrando disputar un partido. Sebastián fue nominado por primera vez y única vez a la selección adulta por el entrenador César Vaccia en abril de 2002 para un amistoso en Europa, donde fue titular saliendo reemplazado a los 70 minutos. Nunca más volvió a la selección.

### Participación en la Copa del Mundo Sub-20
| Año  | Sede      | Resultado     | Participaciones | Goles |
| ---- | --------- | ------------- | --------------- | ----- |
| 2001 | Argentina | Primera Ronda | 3               | 1     |

### Partidos internacionales
| 1     | 17 de abril de 2002 | Parkstad Limburg Stadion, Kerkrade, Países Bajos | Turquía | 2-0 | Chile |  |  | César Vaccia | Amistoso |
| Total | Presencias          | 1                                                | Goles   | 0   |       |  |  |              |          |

| Selección chilena | Selección chilena | Selección chilena |
| Año               | Partidos          | Goles             |
| ----------------- | ----------------- | ----------------- |
| 2002              | 1                 | 0                 |
| Total             | 1                 | 0                 |

## Clubes
| Club                 | País         | Año       |
| -------------------- | ------------ | --------- |
| Universidad de Chile | Chile        | 1999-2002 |
| Feyenoord            | Países Bajos | 2002-2007 |
| SBV Excelsior        | Países Bajos | 2007-2008 |
| Universidad de Chile | Chile        | 2008-2009 |
| Union Temuco         | Chile        | 2011      |
| Coquimbo Unido       | Chile        | 2013      |

## Palmarés

### Campeonatos nacionales
| Título           | Club                 | País  | Año    |
| ---------------- | -------------------- | ----- | ------ |
| Primera División | Universidad de Chile | Chile | 1999   |
| Primera División | Universidad de Chile | Chile | 2000   |
| Copa Chile       | Universidad de Chile | Chile | 2000   |
| Primera División | Universidad de Chile | Chile | 2009-A |